# Frucht ohne Liebe
Frucht ohne Liebe ist ein deutscher Spielfilm (Problemfilm, Ehedrama, psychologischer Film), den Regisseur Ulrich Erfurth Ende 1955 für die West-Berliner Produktionsgesellschaft CCC-Film inszeniert hat. Die Uraufführung erfolgte 1956. Thema des Films sind die psychologischen Probleme eines kinderlosen Paares.

## Handlung der Fernsehfassung (Geheimnisse einer Ehe)
Ort der Handlung ist zunächst eine unbezeichnete deutsche Stadt, die Zeit ist die Gegenwart. Barbara und Georg Kling sind seit fünf Jahren glücklich verheiratet. Ihre einzige unerfüllte Sehnsucht ist ein Kind.
Georg ist ein aufstrebender Architekt, der sich gerade darum bemüht, einen großen Auftrag an Land zu ziehen. Da gibt es Widerstände: der Auftraggeber (die Stadt) ist von Georgs Entwurf noch nicht überzeugt, und auch die Konkurrenz schläft nicht. Mindestens ebenso wie der berufliche Stress plagen ihn die Versagensängste im Privaten: zwar könnte er mit Barbara ein Kind adoptieren, dafür müsste er sich jedoch ärztlich untersuchen und attestieren lassen, dass er keine eigenen Kinder zeugen kann. Einer Konfrontation mit seiner möglichen Unfruchtbarkeit sieht er sich jedoch nicht gewachsen.
Der Druck auf Georg steigt, als Barbara, die gar nicht weiß, wohin mit all ihrem Mutterinstinkt, aus dem Stadtpark ein fremdes Kind mit nach Hause bringt und damit unbeabsichtigt einen kleinen Aufruhr erzeugt, denn die Mutter des Mädchens glaubt an eine Entführung. Barbara hat einen väterlichen Freund, den Gynäkologen Prof. Schillinger. Dieser untersucht Barbara und stellt fest, dass sie uneingeschränkt in der Lage ist, Kinder zu bekommen. Für Georg ist diese Neuigkeit ein Schock.
Barbara versteht seine Reaktion nicht und fühlt sich zunehmend von ihm abgelehnt und entfremdet. Da lädt Schillinger sie ein, in der Universität einen Filmvortrag zu besuchen. Der Vortragende ist Dr. Walter Kolb, ein Physiologe, der Gebirgsexpeditionen unternimmt, um zu untersuchen, wie der menschliche Körper auf große Höhen reagiert. Barbara fühlt sich von Kolb, der ihr männlich, offen und mutig erscheint, angezogen.
Georg hat für sein großes Bauvorhaben inzwischen glücklich den Zuschlag erhalten. Ohne mit Barbara darüber zu sprechen, lässt er sich von Schillinger untersuchen, und erfährt, dass er zeugungsunfähig ist. Schillinger glaubt, dass Frauen, denen die Mutterschaft vorenthalten wird, neurotisch und letztlich auch körperlich krank werden. Folgerichtig rät er Georg zu einer Scheidung; dieser will seine Frau aber nicht verlieren.
Als Barbara Schillinger ihre Selbstmordgedanken offenlegt, rät der ihr, ein paar Tage in ihrer Waldhütte auszuspannen. Schillinger besucht sie dort und lässt durchscheinen, dass Georg sich hat untersuchen lassen. Als er ihr den Befund aber verschweigt, verschafft sie sich hinter seinem Rücken Zugang zum Krankenblatt und erfährt auf diese Weise von Georgs Unfruchtbarkeit. Dass ihr Mann sich ihr nicht anvertraut hat, enttäuscht sie maßlos. Sie hält ihn für feige.
Kolb ist inzwischen in die Pyrenäen gereist, wo er sich mit seinem Team auf eine weitere Hochgebirgsexpedition vorbereitet. Barbara reist ihm nach. Kolb verliebt sich in sie, außer abendelangem engen Tanzen, schmachtenden Blicken und einem Kuss ergeben sich zwischen ihnen aber keinerlei Intimitäten, denn Barbara liebt immer noch ihren Mann und bringt es – bei allem Zwiespalt der Gefühle – nicht fertig, ihn zu betrügen.
Derweil erleidet Georg einen Herzinfarkt. Im Krankenhaus kommen ihm Zweifel, ob er wirklich ein Recht hat, Barbara an sich zu binden. Diese ist inzwischen auf dem Heimweg, wird von Kolb, der ihr im Flugzeug folgt, aber überholt. In Barbaras Zuhause findet Kolb zunächst nur Georg vor. Er drängt ihn, seine Frau freizugeben; Georg ist mittlerweile jedoch klar, dass Barbara ganz allein entscheiden muss, wem sie angehören will.
Nach ihrer Ankunft zieht Barbara sich erneut für einige Tage ins Waldhaus zurück. Georg sucht sie dort auf und spricht sich mit ihr aus. Als Kolb erfährt, dass das Ehepaar wieder zusammen ist, unternimmt er einen letzten Versuch, Barbara für sich zu gewinnen. Sie weist ihn jedoch zurück. Kolb bricht zu einer neuen Expedition nach Kathmandu auf. Barbara hilft Georg bei seiner Arbeit, später adoptieren sie ein Kind.

## Produktion und Kinoauswertung
Frucht ohne Liebe basiert auf dem einzigen Drehbuch, das der 1938 nach Frankreich emigrierte Heinrich Oberländer nach dem Zweiten Weltkrieg noch geschrieben hat.
Die Dreharbeiten für den Film, der zunächst die Arbeitstitel Die große Sehnsucht und Die ewige Sehnsucht trug, fanden vom 8. November bis 15. Dezember 1955 am Jungfraujoch und in den CCC-Studios in Berlin-Spandau statt. Kückelmanns männliche Filmpartner Holm und Wicki waren 11 bzw. 10 Jahre älter als sie: ein Charakteristikum vieler deutscher Spielfilme dieser Zeit. Kückelmann trat, obwohl sie bei der Uraufführung des Films erst 27 Jahre alt war, anschließend noch einmal in der DDR-schwedischen Koproduktion Spielbank-Affäre auf, dann war ihre Leinwandkarriere beendet. Von 1958 an war sie nur noch in Fernsehfilmen zu sehen.
Den Verleih übernahm die Columbia Film GmbH in Frankfurt/Main. Die Uraufführung erfolgte am 26. Januar 1956 im Kölner Kino Rex am Ring. Im Fernsehen wurde der Film unter dem Titel Geheimnisse einer Ehe ausgestrahlt.